# Cagatay Kader
Cagatay Kader (* 25. Februar 1997 in Düsseldorf) ist ein deutscher Fußballspieler.

## Karriere

### Jugendzeit
Nachdem er seine Karriere bei den beiden kleineren Vereinen SV Wersten 04 und VfB Solingen begonnen hatte, wechselte er 2007 in die Jugend von Fortuna Düsseldorf. 2010 verließ er den Verein und zwischen 2010 und 2013 spielte er jeweils eine Saison in der Jugend von Bayer 04 Leverkusen, FC Schalke 04 und Rot-Weiss Essen. Im Jahr 2013 wechselte er dann zum VfL Bochum und durchlief dort die Jugendabteilungen bis 2016.
Noch als A-Jugendlicher kam er zu einem Einsatz in der zweiten Mannschaft des VfL Bochum in der Regionalliga West. Bei der 2:1-Niederlage gegen die Reservemannschaft von Borussia Mönchengladbach am 24. April 2015 wurde er von Trainer Dimitrios Grammozis in der 74. Minute für Michaël Maria eingewechselt.

### FSV Frankfurt
Aus der A-Jugend des VfL Bochum wechselte er zur Saison 2016/17 zum FSV Frankfurt in die 3. Liga. Am 30. Juli 2016 gab er sein Debüt für den FSV in der 3. Liga und damit sein Profidebüt. Beim 1:1-Unentschieden gegen Holstein Kiel wurde er in der 77. Minute für Shawn Maurice Barry von Trainer Roland Vrabec eingewechselt.

### VfR Aalen
Nachdem Kader mit dem FSV Frankfurt aus der 3. Liga abstieg, schloss er sich dem Ligakonkurrenten VfR Aalen an. Auf der Ostalb unterschrieb der Mittelstürmer einen bis 2019 gültigen Vertrag, wechselte aber schon nach einem Jahr in die Türkei zu Anadolu Selçukspor.

### VfB Homberg
Im Sommer 2019 kehrte Kader nach Deutschland zurück und schloss sich dem Regionalliga-Aufsteiger VfB Homberg an. Mit fünf Treffern war er nach der Hinrunde bester Torschütze beim neuen Verein, in der wegen der Covid-19-Pandemie vorzeitig abgebrochenen Rückrunde gelang ihm ein weiterer Treffer.

### SV 19 Straelen
Zur Spielzeit 2020/2021 wechselte Kader innerhalb der Regionalliga West zu Aufsteiger SV 19 Straelen. Mit dem Team aus der Blumenstadt schaffte er zweimal den Klassenerhalt, er war jeweils erfolgreichster Torschütze seiner Mannschaft und in der Spielzeit 2021/22 auch zweiterfolgreichster Torschütze der Regionalliga West. 2022 gewann er mit dem SV Straelen den Niederrheinpokal durch einen 1:0-Finalsieg gegen den Wuppertaler SV.

### Borussia Mönchengladbach
Am 8. Juni 2022 stellte Bundesligist Borussia Mönchengladbach Kader als Neuzugang seiner U23-Mannschaft für die Spielzeit 2022/23 vor. Am Ende der Saison 2023/24 wurde der auslaufende Vertrag nicht verlängert.

### Sportfreunde Siegen
Im Juni 2024 stellte Oberligist Sportfreunde Siegen Kader als Neuzugang vor. Die Siegener konnten im Sommer 2025 die Meisterschaft feiern und stiegen in die Regionalliga West auf, Cagatay Kader steuerte dazu dreizehn Treffer in 30 Spielen bei und war damit erfolgreichster Torschütze der Rot-Weißen. Da die Spiele gegen den Anfang 2025 aufgelösten TuS Bövinghausen aus der Wertung gefallen sind, werden offiziell "nur" elf Treffer anerkannt.

### Nationalmannschaft
Am 26. August 2016 wurde Cagatay Kader in den Kader der U-20-Nationalmannschaft berufen. Dort gab er sein Debüt am 1. September 2016 in einem Freundschaftsspiel gegen Italien.